# 首尔文庙的银杏树
首尔文庙的银杏树（：／）是栽种于韩国首尔特別市钟路区成均馆明伦堂前的一棵树龄逾数百年的银杏树。这棵银杏树被认为是成均馆大学的象征。韩国政府在1962年12月7日将之列入「天然纪念物」第9号。一般银杏树可以生长百年以上的都是雌树，但这棵银杏树是少见的雄树。

## 外貌
首尔文庙的银杏树高21米、枝条的胸高为7.3米，树的维度约为4.2米。
这棵银杏树的外号为「三纲木」和「五伦木」，因为树木被劈为连接的两半，一侧有五枝，另一侧有三枝。树木被劈开的年代和原因不详，主要推测有三种：
1. 在朝鲜王朝时，儒生们故意用斧子将树劈成八德的样子。
2. 在日本入侵朝鲜时，树被日本军破坏。
3. 在朝鲜战争时，落入成均馆的炮弹的弹片劈开了树木。

## 历史
正德十四年（1519年，朝鲜中宗14年），成均馆大司成尹倬手植了这棵现在成均馆明伦堂前地的银杏树。被认为是韩国境内最古老的银杏树之一。其大小也在成千上万棵银杏树中排前列，然而最大的银杏树位于京畿道杨平郡的龙文寺。